# Aeroportul Trunojoyo
Aeroportul Trunojoyo (IATA: SUP, ICAO: WRST) este un aeroport din Provincia Java de Est, Indonezia ce deservește zona Sumenep⁠(d).
Situat la o altitudine de 4 m, aeroportul dispune de o singură pistă.